# Hawaiian Princess
Die Hawaiian Princess war das erste Containerschiff der Reederei Matson, das als solches geplant und erbaut worden war.

## Geschichte
Mitte der 1950er Jahre untersuchte Matson die Möglichkeiten der Containerisierung des Frachtgeschäfts zwischen den USA und Hawaii. Ab 1958 wurde der Containerverkehr mit der zum Containerschiff umgebauten Hawaiian Merchant begonnen und zügig mit weiteren umgebauten Schiffen ausgebaut. Die Verteilung der Container zwischen den Inseln des Archipels übernahm die eigens dafür gebaute Barge Islander. Diese zunächst von einem Schlepper gezogene Barge war für die Umrüstung zum selbstfahrenden Schiff mit eigener Besatzung vorbereitet worden, um zwischen den Inseln zu verkehren. Der Umbau wurde aber nie umgesetzt, da der Widerstand seitens der Gewerkschaften gegen die damit verbundene geringe Besatzung des zu bauenden Schiffes, nicht überwunden werden konnte.
Stattdessen ließ die Matson-Reederei 1966 das Containerschiff Hawaiian Princess auf der Bethlehem Steel Werft in Beaumont, Texas, als Baunummer 6811 bauen. Nach ihrer Übergabe im Januar 1967 führte sie den Containerfeederdienst zwischen den Inseln fort, der zuvor mit der Islander durchgeführt worden war. Ab 1979 fuhr das Schiff unter dem Namen Mauna Kea und 1987 wurde es zum Fischfabrikschiff Northern Eagle umgebaut und ist bis heute in Fahrt (für die American Seafoods Group).

## Technik
Die Brückenaufbauten waren vorne und die Maschinenanlage achtern angeordnet. Der Antrieb des Schiffes bestand aus zwei Caterpillar-Zwölfzylinder-Dieselmotoren mit zusammen 1.600 PS, die auf jeweils einen Propeller arbeiteten. An Deck war eine in Längsrichtung fahrbare Yuba-Portalkranbrücke mit einer Tragkraft von 25 Tonnen vorhanden, mit der die Hawaiian Princess den Lade- und Löschbetrieb erledigte. Es konnten 156 24-Fuß-Container befördert werden, von denen 19 als Kühlcontainer versorgt werden konnten. Außer den Containern waren Tanks für den Transport von 1.070 Tonnen Pflanzenöl und 1.430 Tonnen Melasse vorhanden.